# لنکس (داکوتای جنوبی)
لنکس(به انگلیسی: Lennox) شهری در ایالت داکوتای جنوبی کشور ایالات متحده آمریکا است که جمعیت آن در سرشماری سال ۲۰۱۰ میلادی، ۲٬۱۱۱ نفر بوده‌است.